# Michał Strasz
Michał Strasz herbu Odrowąż (ur. ok. 1739, zm. 2 lutego 1824) – podsędek radomski, komisarz ziemski radomski, miecznik i łowczy opoczyński, prezes Trybunału Cywilnego Pierwszej Instancji w Radomiu, poseł sandomierski na Sejm Wielki w 1788 roku, członek Zgromadzenia Przyjaciół Konstytucji Rządowej. W Królestwie Kongresowym, senator kasztelan i prezes Trybunału Radomskiego.
Był deputatem z województwa sandomierskiego na Trybunał Główny Koronny w 1782 roku. 
Wybrany ze stanu rycerskiego sędzią Sejmu Czteroletniego w 1788 roku.
Odznaczony Orderem Świętego Stanisława I klasy w 1815 roku.

## Źródła
- Polski Słownik Biograficzny tom XCIV s. 210 STRASZ Michał z Białaczowa h. Odrowąż (ok. 1740-1824) podsędek radomski, poseł sandomierski na Sejm Czteroletni, prezes Trybunału Cywilnego Pierwszej Instancji w Radomiu, senator kasztelan Królestwa Polskiego